# Eupelops somalicus
Eupelops somalicus är en kvalsterart som först beskrevs av Berlese 1916.  Eupelops somalicus ingår i släktet Eupelops och familjen Phenopelopidae. Inga underarter finns listade i Catalogue of Life.